# Sabef
Sabef je bio drevni Egipćanin, službenik na dvoru Kaaa, zadnjeg faraona 1. dinastije; svećenik i administrator. Pokopan je u Umm el-Qa'abu, u grobnici Q, gdje je pokopan i sam Kaa. Tamo je pronađena i Sabefova stela. Sabefovi su naslovi "guverner sjedišta", "čuvar tajni" i "čuvar grobnice" (Kaaove).